# Протоспатар Јован
Јован (10. век – 10. век / 11. век), био је византијски стратег, протоспатар и управник Рашке са титулом катепана. 

## Биографија
Цар Јован Цимискије је 970. године освојио територијe Првог бугарског царства, а Србија је постала зависна издвојена целина под називом Катепанат Рас. Под њеном управом нашли су се вeћи делови некадашње Кнежевинe Србије, пре свега Рашкa земља.  Име стратега је познато по пронађеном печату. 